# Hammam Čifte
Le Hammam Čifte (en macédonien Чифте амам) est un ancien hammam de Skopje, capitale de la Macédoine du Nord. Il se trouve au vieux bazar près du caravansérail Suli An. Il a été construit au milieu du XVe siècle par Isa Bey, un grand dignitaire qui est à l'origine d'autres grands monuments de Skopje. 
Le nom de Čifte vient du  turc çift, qui signifie « double ». Le hammam est en effet composé de deux ensembles identiques et séparés, l'un pour les hommes, l'autre pour les femmes. Les deux grandes salles sont coiffées par deux larges coupoles, tandis que les autres pièces sont couvertes par des coupoles plus petites. Chaque partie du hammam comprenait une entrée, une salle chaude et une salle de bains. Quelques éléments décoratifs subsistent, comme des bas-reliefs floraux. 
Le hammam comportait aussi un espace situé au nord-ouest qui était réservé à la population juive. Cet espace servait notamment aux bains rituels. 

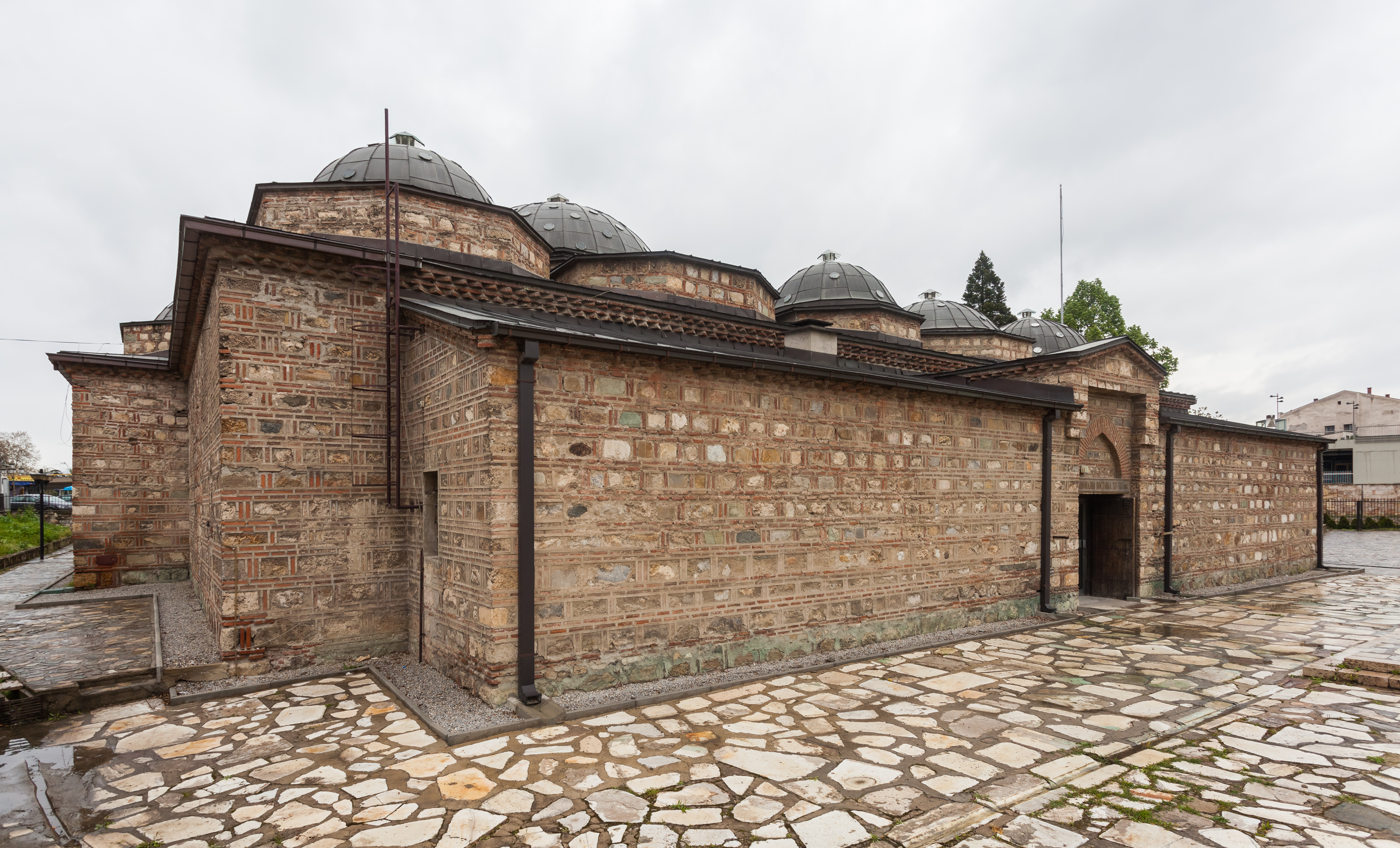
Vue laterále

Le hammam a été endommagé par deux tremblements de terre, en 1555 et 1963, ainsi que par le grand incendie de Skopje en 1689. Cependant, en raison de sa structure solide, il est resté en grande partie intact, et seuls des détails comme les bassins ont disparu. Le hammam a cessé de fonctionner en 1916. Il a alors été légèrement transformé pour servir d'entrepôt. Il accueille actuellement des expositions de la Galerie nationale.